# Kamienica przy ulicy Staromiejskiej 21 w Katowicach
Kamienica przy ulicy Staromiejskiej 21 w Katowicach – zabytkowa narożna kamienica mieszkalno-handlowa, położona przy ulicy Staromiejskiej 21 w Katowicach, w dzielnicy Śródmieście. Powstała ona w 1905 roku w stylu secesyjnym według projektu Franza Jaunicha w miejscu neorenesansowego budynku z lat 60. XX wieku autorstwa Ignatza Grünfelda.

## Historia
Zabytkowa kamienica została wzniesiona w miejscu wcześniejszego jednopiętrowego budynku z lat 60. XIX wieku. Był to budynek neorenesansowy z lat 1864–1877 zaprojektowany przez Ignatza Grünfelda. Pierwszym właścicielem kamienicy był Simon Feige, w 1877 roku został nim Carl Cyber, a w 1898 roku przeszedł na własność Szliemanna.
Z 1898 roku pochodzą pierwsze projekty podniesienia kamienicy o dwie i pół kondygnacji. Był to projekt Zimermanna z czerwca 1898 roku. W 1903 roku właścicielem kamienicy został mistrz budowlany Josef Piechulek, który dokonał przebudowy wewnątrz budynku zmieniając w nim układ pomieszczeń.
W 1904 roku właścicielem kamienicy został G. Schalscha, który dokonał przebudowy od podstaw całej kamienicy. Kamienica w obecnej firmie została wzniesiona w 1905 roku, a zaprojektował ją Franz Jaunich – mistrz budowlany z Królewskiej Huty (Chorzowa). W sierpniu 1912 roku przebudowano parter kamienicy, a autorem projektu przebudowy był mistrz budowlany Hugo Weissenberg.
W 1932 roku właścicielem kamienicy została rodzina Sarnowskich. Jeszcze w tym samym roku Tomasz Sarnowski adaptował parter kamienicy na kawiarnię. Projekt adaptacji opracował mistrz budowlany z Katowic Jan Widuch. W 1935 roku właścicielem kamienicy przy ówczesnej ulicy B. Pierackiego 21 dalej był Tomasz Sarnowski. Działały tutaj wówczas następujące firmy: spółka akcyjna Międzynarodowi ekspedytorzy, „Dental-Depot” W. Hoffmana, wytwórnia złota dentystycznego „Plaurum” H. Finklera i owocarnia M. Knappika.
Po 1945 roku w kamienicy wznowiła funkcjonowanie kawiarnia Tomasza Sarnowskiego. Kawiarnia ta funkcjonowała do 1950 roku, kiedy to lokal został przejęty przez Katowickie Zakłady Gastronomiczne Przedsiębiorstwo Państwowe, zaś wyższe kondygnacja w tym czasie miały charakter mieszkalny. W latach 80. XX wieku zaadaptowano lokal gastronomiczny na sklep.
W dniu 1 marca 1994 kamienica została wpisana do rejestru zabytków województwa katowickiego. W latach 90. XX wieku wyremontowano elewację, wprowadzając nową kolorystykę. W 2000 roku działał tu sklep „Karol” specjalizujący się w asortymencie towaru związanego z pierwszymi komuniami świętymi. W 2011 roku kamienica ta przeszła renowację.
Pod koniec sierpnia 2022 roku w systemie REGON zarejestrowanych było łącznie sześć aktywnych podmiotów gospodarczych z siedzibą przy ulicy Staromiejskiej 21. Wśród nich są to m.in.: kancelarie radców prawnych, kancelaria adwokacka, pracownia złotnicza i perfumeria.

## Charakterystyka

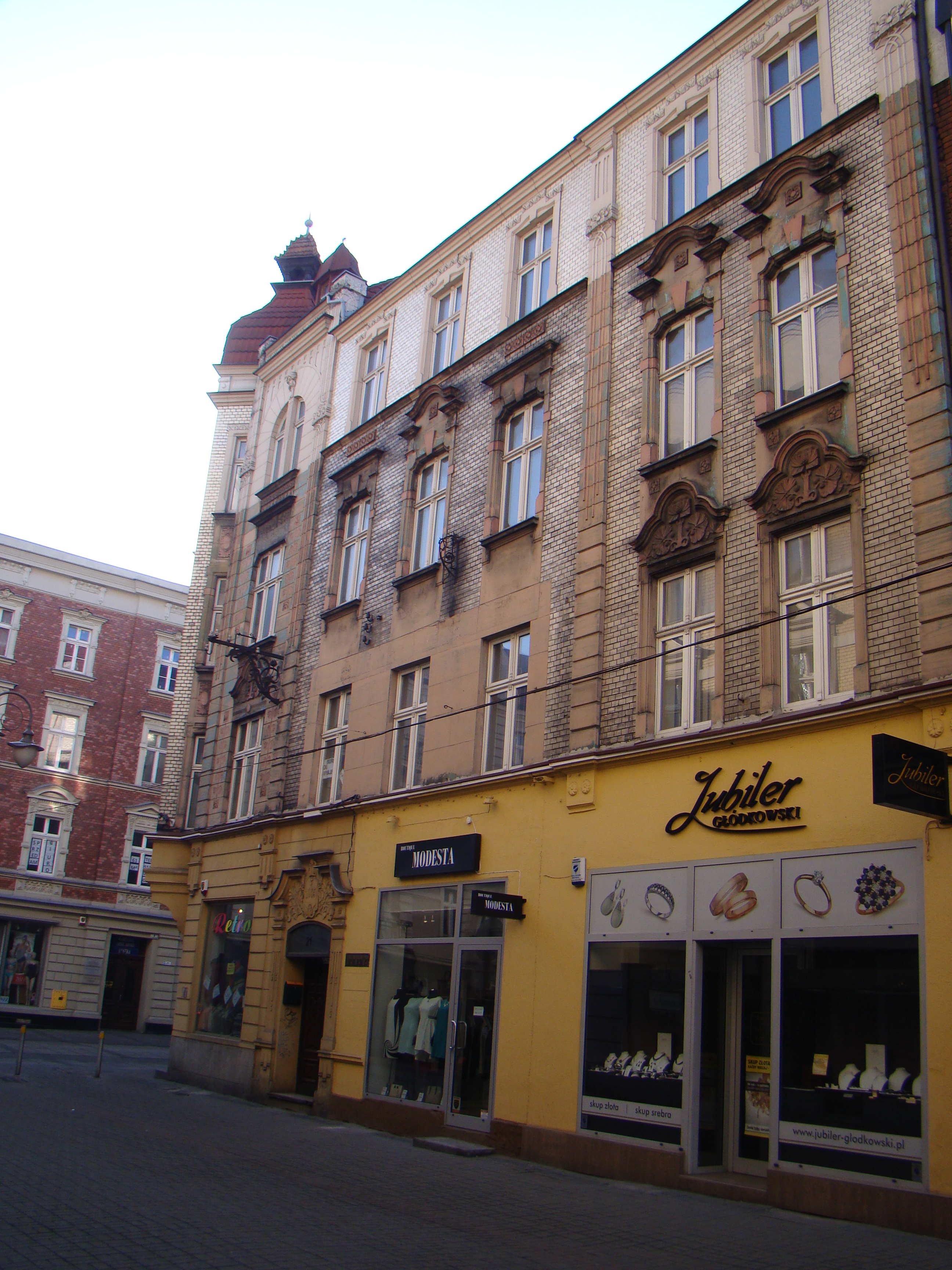
Fragment północnej fasady zabytkowej kamienicy

Zabytkowa kamienica mieszkalno-handlowa położona jest przy ulicy Staromiejskiej 21 w katowickiej dzielnicy Śródmieście. Jest to kamienica narożna (róg z ulicą A. Mielęckiego), usytuowany w linii pierzei ulicznej. Od tyłu kamienicy znajduje się podwórze gospodarcze z wtórnymi budynkami.
Jest to budynek murowany z cegły, wzniesiony na planie odwróconej litery „L”, kryty dachem dwuspadowym z mansardami pokryty dachówką ceramiczną, zaś hełmy lukarn blachą cynkowaną. Powierzchnia użytkowa kamienicy wynosi 980 m², zaś powierzchnia zabudowy 282 m². Posiada ona pięć kondygnacji nadziemnych i podpiwniczenie.
Kamienica powstała w stylu secesyjnym. Fasada kamienicy jest częściowo tynkowana, a także częściowo obłożona licowaną cegłą. Parter został z biegiem czasu przebudowany, zaś na wyższych kondygnacjach, po północnej stronie fasada jest sześcioosiowa, zaś po stronie zachodniej ma cztery osie. Osie narożne kamienicy tworzą nieznaczny pseudoryzalit, zaś osie skrajne są flankowane bonitowanymi lizenami. Na trzeciej i czwartej kondygnacji w elewacji i zachodniej znajdują się balkony oparte na zdobionych wspornikach. Wokół okien znajdują się stylizowane i geometryzowane dekoracje roślinne (liście miłorzębu). Dekoracja ta znajduje się w naczółkach okien drugiej kondygnacji, zaś na pozostałych kondygnacjach dekoracje są uboższe – są one w formie geometrycznej.
W narożu kamienicy znajduje się wykusz zwieńczony ozdobną wieżą. Kamienica posiada także ozdobny portal, na którym widnieje kartusz z inskrypcją „1905”.
Elewacja tylna kamienicy jest trójosiowa (budynek główny) z oficyną, która również jest trójosiowa. Pokryta jest ona biała cegła klinkierową i pozbawiona jest detalu (jedynie nad oknami łuki dociążające w formie łuków odcinkowych).
We wnętrzu znajdują się dwubiegowe schody drewniane z drewnianą secesyjną balustradą. Posadzka na spocznikach zbudowana jest z lastriko, z mozaikową, roślinną dekoracją. Zachowała się także oryginalna, secesyjna stolarka drzwiowa, a na drugim piętrze witrażowe okno.
Gmach podłączany jest do instalacji wodno-kanalizacyjnej, elektrycznej, gazowej i do centralnego ogrzewania.
Kamienica jest wpisana do rejestru zabytków pod numerem A/723/2020 (dawny numer: A/1542/94) – ochroną objęty jest cały zespół zabudowy. Budynek wpisany jest także do gminnej ewidencji zabytków miasta Katowice.